# Galáxia

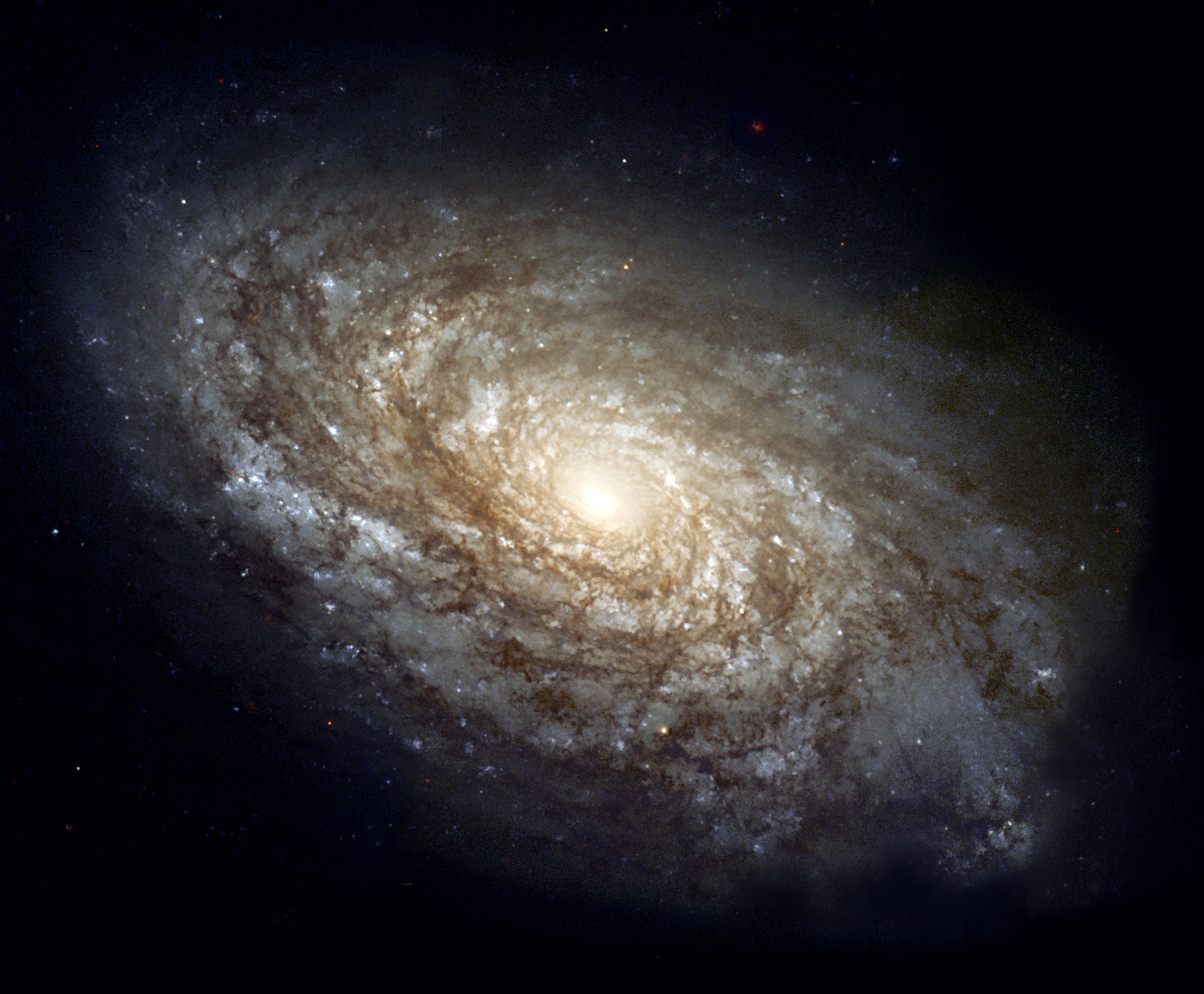
NGC 4414, uma galáxia espiral típica na constelação Coma Berenices, tem 55 mil anos-luz de diâmetro e está a aproximadamente 60 milhões de anos-luz da Terra.

Na cosmologia, uma galáxia (do grego "γαλαξίας", transli. galaxias ou galaktikos: "leitoso", e kyklos: "círculo") é um grande sistema, gravitacionalmente ligado, que consiste de estrelas, remanescentes de estrelas, um meio interestelar de gás e poeira, e um, importante mas insuficientemente conhecido, componente apelidado de matéria escura. O termo deriva do grego ‘’galaxias’’, literalmente "leitoso", em referência à galáxia Via Láctea. Estas variam desde as anãs, com até 10 milhões (107) de estrelas, até gigantes com cem trilhões (1014) de estrelas, todas orbitando o centro de massa da galáxia.
As galáxias contêm quantidades variadas de sistemas e aglomerados estelares e de tipos de nuvens interestelares. Entre esses objetos existe um meio interestelar esparso de gás, poeira e raios cósmicos. A matéria escura parece corresponder a cerca de 90% da massa da maioria das galáxias. Dados observacionais sugerem que podem existir buracos negros supermaciços no centro de muitas, se não todas as galáxias. Acredita-se que eles sejam o impulsionador principal dos núcleos galácticos ativos – região compacta no centro de algumas galáxias que tem uma luminosidade muito maior do que a comum. A Via Láctea parece possuir pelo menos um desses objetos.
As galáxias foram historicamente categorizadas segundo sua forma aparente, usualmente referida como sua morfologia visual. Uma forma comum é a galáxia elíptica, que tem um perfil de luminosidade em forma de elipse. Galáxias espirais têm forma de disco, com braços curvos. Aquelas com formas irregulares ou não usuais são conhecidas como galáxias irregulares e se originam tipicamente da disrupção pela atração gravitacional de galáxias vizinhas. Essas interações entre galáxias, que podem ao final resultar na sua junção, às vezes induzem o aumento significativo de incidentes de formação estelar, levando às galáxias starburst. Galáxias menores que não têm uma estrutura coerente são referidas como galáxias irregulares.
Existem provavelmente cerca de 2 trilhões de galáxias no universo observável, contendo mais estrelas do que grãos de areia no planeta Terra. Em sua maioria elas possuem de 1 000 a 100 000 parsecs de diâmetro e são separadas por distâncias da ordem de milhões de parsecs. O espaço intergaláctico é preenchido com um gás tênue com uma densidade média de menos de um átomo por metro cúbico. A maior parte das galáxias está organizada numa hierarquia de associações conhecidas como grupos e aglomerados, os quais, por sua vez, formam superaglomerados maiores. Numa escala maior, essas associações são geralmente organizadas em filamentos e muralhas, que são circundados por vazios imensos.

## Etimologia
A palavra galáxia deriva do termo grego para a nossa galáxia, galaxias (γαλαξίας, "leitoso") ou kyklos ("círculo") galaktikos (leitoso)’’, pela sua aparência no céu. Na mitologia grega, Zeus coloca o filho que havia gerado com uma mulher mortal, o pequeno Hércules, no seio de Hera enquanto ela dorme de modo que o bebê, ao tomar o leite divino, também se torne imortal. Hera acorda durante a amamentação e percebe que está alimentando um bebê desconhecido; ela empurra o bebê e um jato do seu leite espirra no céu noturno, produzindo a tênue faixa de luz conhecida como Via Láctea.
Quando William Herschel criou o seu catálogo de objetos celestes em 1786, ele usou o termo nebulosa espiral para alguns objetos, como M31 (Galáxia de Andrômeda). Eles seriam mais tarde reconhecidos como imensos aglomerados de estrelas, quando a verdadeira distância desses objetos começou a ser avaliada, e eles passaram a ser chamados universos insulares. Entretanto, a palavra Universo era entendida como a totalidade da existência, o que fez esta expressão cair em desuso, preferindo-se usar o termo galáxia.

## História da observação

### Via Láctea

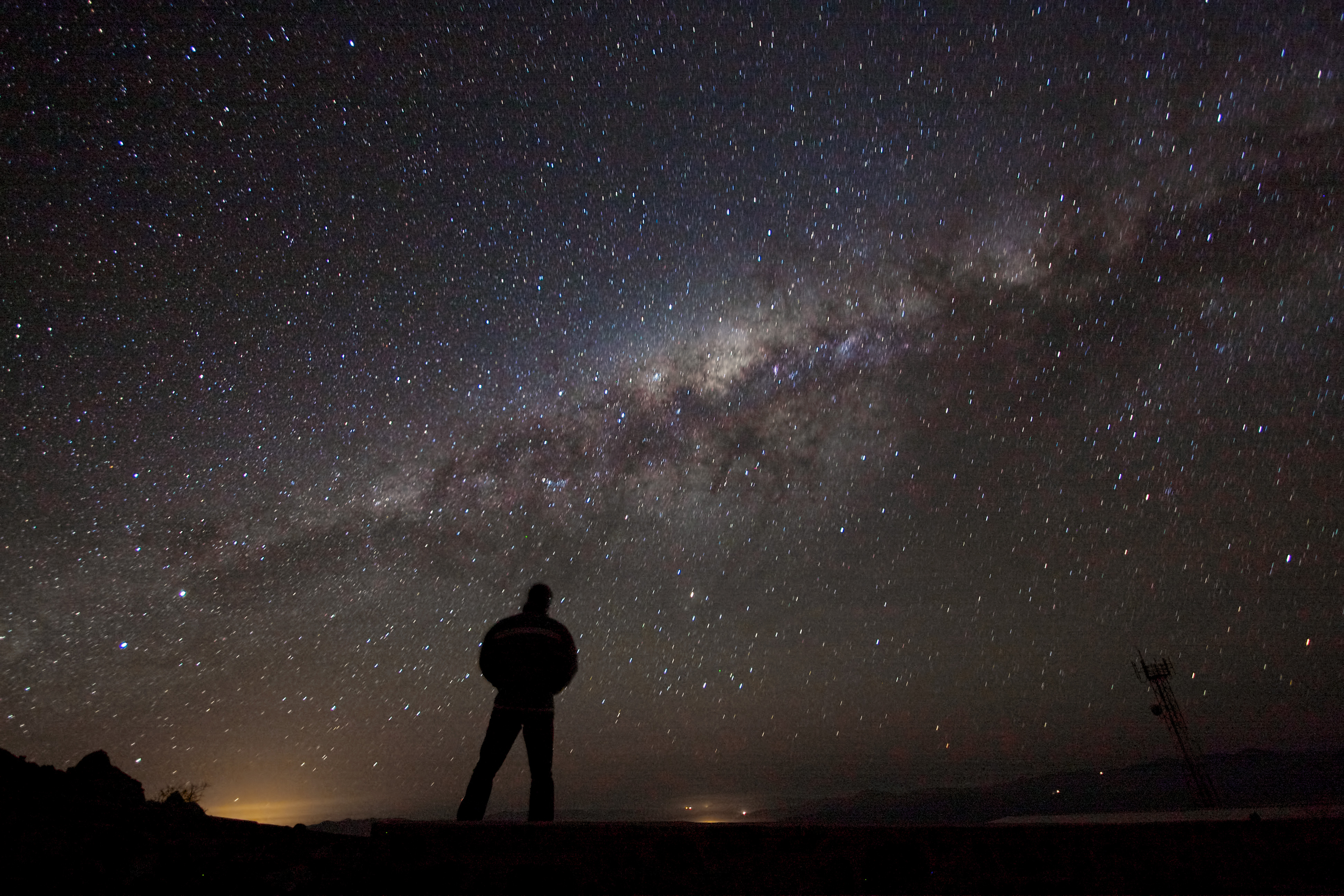
Centro galáctico visto a partir do deserto do Atacama, Chile.

O filósofo grego Demócrito de Abdera (450 – 370 a.C.) propôs que a faixa brilhante no céu noturno, conhecida como a Via Láctea, deveria consistir de estrelas distantes. Aristóteles (384 – 322 a.C.), entretanto, acreditava que a Via Láctea fosse causada pela “ignição da abrasadora exalação de algumas estrelas que eram grandes, numerosas e próximas” e que “a ignição ocorre na parte superior da atmosfera, na região do mundo que está continuamente com os movimentos celestiais.” O filósofo neoplatônico Olimpiodoro, o Jovem (c. 495 – 570 a.C.) era cientificamente crítico desta visão, argumentando que se a Via Láctea fosse sublunar ela deveria parecer diferente em diferentes horas e lugares da Terra, e que teria paralaxe, o que ela não tem. Em sua visão, a Via Láctea era celestial. Esta ideia seria influente mais tarde no mundo islâmico.
De acordo com Mohani Mohamed, o astrônomo árabe Alhazen (965 – 1037) fez a primeira tentativa de observar e medir o paralaxe da Via Láctea, e ele “determinou que como a Via Láctea não tinha paralaxe, ela estava muito distante da Terra e não pertencia à atmosfera.” O astrônomo persa Abu Rayhan al-Biruni (973 – 1048) propôs que a Via Láctea era “uma coleção de incontáveis fragmentos com a natureza de estrelas turvas.”
 O astrônomo andaluz Ibn Bajjah (Avempace, m. 1138) propôs que a Via Láctea era feita de muitas estrelas que quase se tocavam umas nas outras e pareciam uma imagem contínua devido ao efeito da refração no material sublunar, citando sua observação da conjunção de Júpiter e Marte como uma evidência desta ocorrência quando dois objetos estão próximos. No século XIV, o sírio Ibn Qayyim Al-Jawziyya propôs que a Via Láctea era “uma miríade de pequenas estrelas empacotadas juntas na esfera das estrelas fixas”.

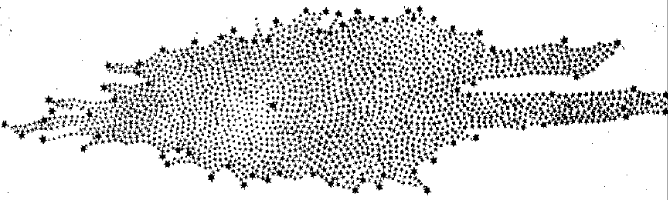
A forma da Via Láctea, como deduzido pelas contagens de estrelas por William Herschel em 1785; assumiu-se que o Sistema Solar estava próximo ao centro.

A confirmação de que Via Láctea consiste de muitas estrelas veio em 1610, quando Galileu Galilei a observou com uma luneta e descobriu que ela era composta de um enorme número de estrelas fracas. Em 1750, Thomas Wright, na sua obra Uma teoria original ou nova hipótese sobre o Universo, especulou (corretamente) que a galáxia deveria ser um corpo em rotação de um grande número de estrelas mantidas juntas por forças gravitacionais, de forma similar ao Sistema Solar, mas numa escala muito maior. O disco de estrelas resultante pode ser visto como uma faixa no céu devido a nossa perspectiva de dentro do disco.
A primeira tentativa de descrever a forma da Via Láctea e a posição do Sol nela foi realizada por William Herschel em 1785, pela contagem cuidadosa do número de estrelas em diferentes regiões do céu. Ele construiu um diagrama da forma da galáxia, com o Sistema Solar próximo do centro. Utilizando uma abordagem refinada, Jacobus Kapteyn chegou em 1920 à figura de uma pequena (diâmetro de cerca de 15 mil parsecs) galáxia elipsoide, com o Sol próximo do centro. Um método diferente por Harlow Shapley, baseado na catalogação de aglomerados globulares, levou a um desenho radicalmente diferente: um disco plano com diâmetro de aproximadamente 70 mil parsecs e o Sol distante do centro. As duas análises falharam por não levarem em consideração a absorção da luz pela poeira interestelar presente no plano galáctico, mas depois que Robert Julius Trumpler quantificou este efeito em 1930 pelo estudo de aglomerados abertos, surgiu o atual desenho da Via Láctea.

### Distinção de outras galáxias

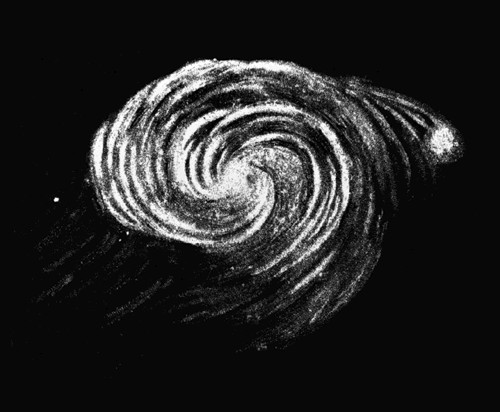
Esboço da Galáxia do Rodamoinho, por William Parsons, em 1845.

No século X, o astrônomo persa Abd al-Rahman al-Sufi (conhecido no ocidente como Azophi) fez a mais antiga observação registrada da Galáxia de Andrômeda, descrevendo-a como uma “pequena nuvem”. Esta galáxia foi redescoberta independentemente por Simon Marius em 1612. Al-Sufi também identificou a Grande Nuvem de Magalhães, que é visível no Iêmen, embora não em Isfahan, a cidade da Pérsia em que ele vivia; esta galáxia não foi vista por europeus até a viagem de Fernão de Magalhães no século XVI. Estas são algumas das poucas galáxias que podem ser observadas da Terra sem o auxílio de instrumentos ópticos. Al-Sufi publicou seus achados no seu Livro de Estrelas Fixas em 964.
No final do século XVIII, Charles Messier compilou um catálogo contendo as 109 mais brilhantes nebulosas (objetos celestes com uma aparência de nuvem), seguido mais tarde por um catálogo maior de 5 000 nebulosas reunidas por William Herschel. Em 1845, Lord Rosse construiu um novo telescópio e foi capaz de distinguir entre galáxias elípticas e espirais. Ele também conseguiu distinguir pontos individuais em algumas dessas nebulosas, dando crédito à conjectura anterior de Kant.
Em 1912, Vesto Slipher fez estudos espectrográficos das nebulosas espirais mais brilhantes para determinar se elas eram compostas de substâncias químicas que seriam esperadas em um sistema planetário. Entretanto, Slipher descobriu que as nebulosas espirais tinham altos desvios para o vermelho, indicando que elas estavam se afastando a velocidades maiores do que a velocidade de escape da Via Láctea. Logo, elas não estavam gravitacionalmente ligadas à Via Láctea e provavelmente não faziam parte da galáxia.
Em 1917, Heber Curtis tinha observado uma nova, a S Andromedae, dentro da “Grande Nebulosa de Andrômeda” (como era conhecida a Galáxia de Andrômeda, objeto Messier M31). Pesquisando o registro fotográfico, ele encontrou mais 11 novas. Curtis notou que essas novas eram, em média, 10 magnitudes mais fracas do que as que ocorriam em nossa galáxia. Como resultado, ele foi capaz de definir uma distância estimada de 150 000 parsecs. Ele se tornou um proponente da hipótese chamada “universos insulares”, que indica que as nebulosas espirais são na verdade galáxias independentes.

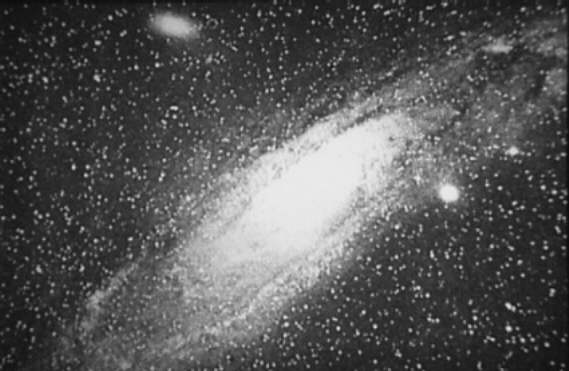
Fotografia da “Grande Nebulosa de Andrômeda” de 1899, mais tarde identificada como a Galáxia de Andrômeda.

Em 1920, teve lugar o chamado Grande Debate entre Harlow Shapley e Heber Curtis, a respeito da natureza da Via Láctea, as nebulosas espirais e as dimensões do Universo. Para apoiar sua tese de que a Grande Nebulosa de Andrômeda era uma galáxia externa, Curtis apontou a aparição de faixas escuras lembrando as nuvens de poeira da Via Láctea, além do significativo desvio Doppler.
A matéria foi resolvida conclusivamente no início dos anos 1920. Em 1922, o astrônomo Ernst Öpik fez uma determinação de distância que apoiava a teoria de que a Nebulosa de Andrômeda é realmente um objeto extragaláctico distante. Usando o novo telescópio do Observatório Monte Wilson de 100 polegadas, Edwin Hubble foi capaz de definir as partes externas de algumas nebulosas espirais como coleções de estrelas individuais e identificou algumas variáveis Cefeidas, permitindo a ele estimar a distância para a nebulosa: elas estavam distantes demais para ser parte da Via Láctea. Em 1936, Hubble criou um sistema de classificação para galáxias que é usado até hoje, a sequência de Hubble.

### Pesquisa moderna

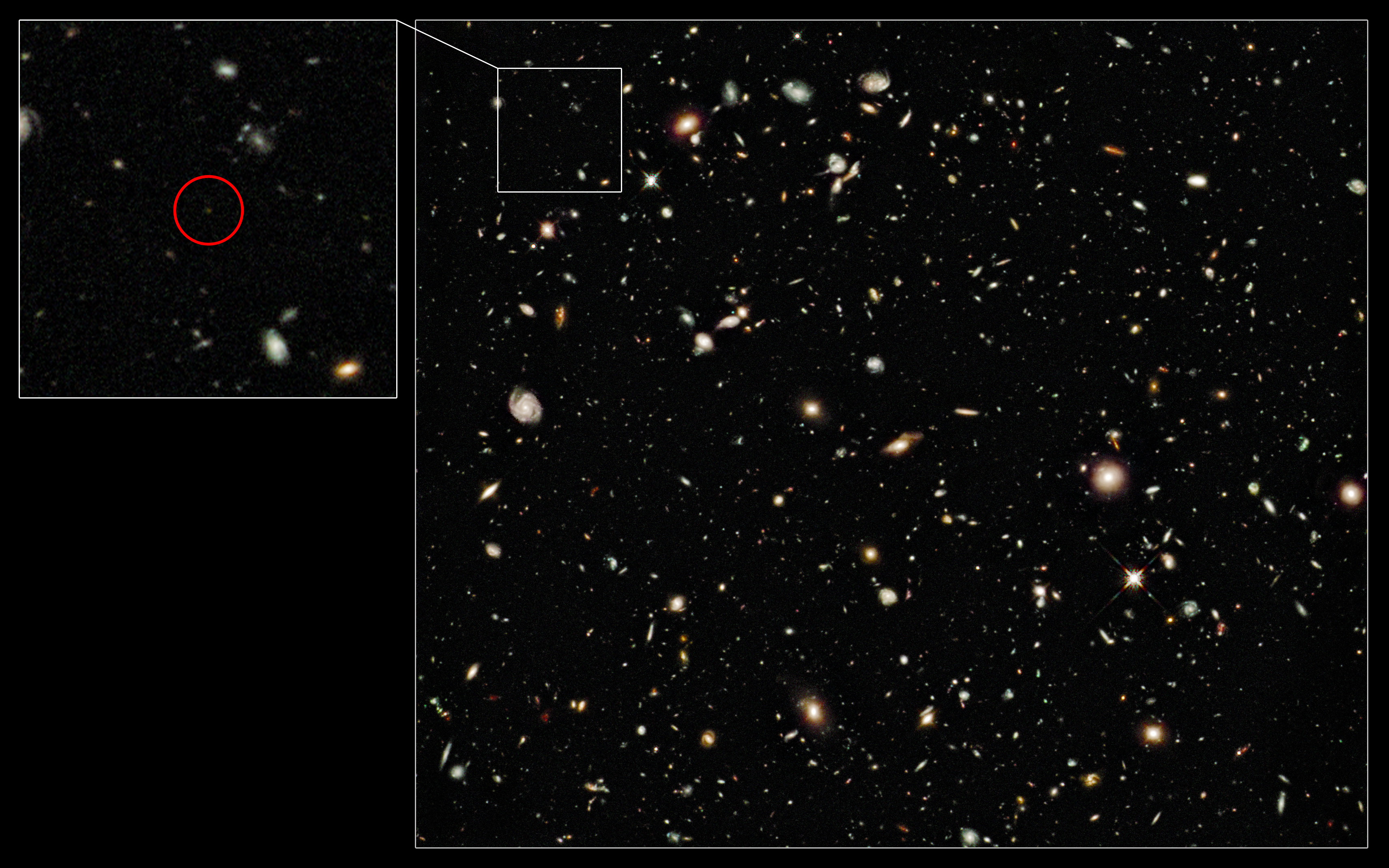
A segunda galáxia mais distante: UDFy-38135539.

Em 1944, Hendrik van de Hulst predisse uma radiação de micro-ondas num comprimento de onda de 21 cm resultante de gás hidrogênio atômico interestelar; esta radiação foi observada em 1951. A radiação permitiu grande melhoria do estudo da Via Láctea, pois ela não é afetada pela absorção de poeira e o seu desvio Doppler pode ser usado para mapear o movimento do gás na galáxia. Essas observações levaram à postulação de uma estrutura de barra no centro da galáxia. Com o desenvolvimento dos radiotelescópios, o gás hidrogênio pôde ser pesquisado também em outras galáxias.
Nos anos 1970, no estudo de Vera Rubin sobre a velocidade de rotação do gás em galáxias, descobriu-se que a massa total visível (das estrelas e do gás) não é compatível com a velocidade do gás em rotação. Acredita-se que este problema da rotação das galáxias seja explicado pela presença de grandes quantidades de matéria escura invisível.
A partir dos anos 1990, o Telescópio Espacial Hubble permitiu o incremento das observações. Entre outras coisas, ele estabeleceu que a matéria escura em nossa galáxia não poderia consistir somente de estrelas pequenas e fracas. O Campo Profundo Observável do Hubble (Hubble Deep Field), uma exposição extremamente longa de uma parte do céu relativamente vazia, forneceu evidência de que há cerca de 125 bilhões de galáxias no universo. O desenvolvimento da tecnologia para detecção do espectro invisível para o homem (radiotelescópios, câmeras infravermelhas e telescópios de raios-X) permitiu a detecção de outras galáxias que não são detectáveis pelo Hubble. Particularmente, pesquisas na região do céu bloqueada pela Via Láctea revelaram certo número de novas galáxias.

### Rotação de galáxias
Um estudo, em 2019, parece ter encontrado a resposta sugerindo que uma galáxia gira sobre sua massa. Os cientistas estudaram dados de 1418 galáxias e descobriram que as pequenas provavelmente girarão em um eixo diferente das grandes. Eles até mediram a rotação de cada uma das galáxias alvo e mediram sua rotação para o filamento cósmico mais próximo. Eles concluíram que a coluna vertebral dos filamentos cósmicos é praticamente o caminho da migração galáctica, com muitas galáxias se encontrando e se fundindo ao longo do caminho.

## Tipos e morfologias

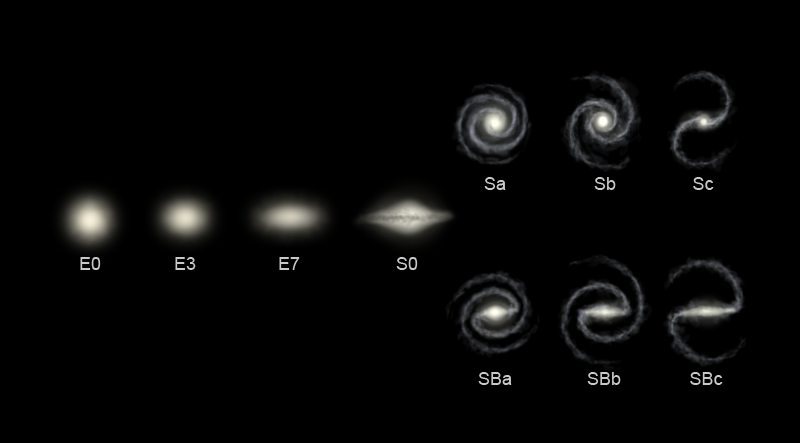
Tipos de galáxias de acordo com a classificação de Hubble. Um “E” indica uma galáxia elíptica, um “S” é uma espiral e “SB” é uma galáxia espiral barrada.

Existem três tipos principais de galáxias: elípticas, espirais e irregulares. Uma descrição ligeiramente mais extensa dos tipos de galáxias baseada em sua aparência é dada pela classificação de Hubble. Como esta classificação é totalmente baseada no tipo morfológico visual, ela pode desconsiderar algumas características importantes das galáxias, como a taxa de formação de estrelas (em galáxias starburst) e a atividade no núcleo (em galáxias ativas).

### Elípticas
O sistema de classificação de Hubble identifica as galáxias elípticas com base em sua elipticidade, variando de E0, quase esféricas, até E7, que são bastante alongadas. Essas galáxias têm um perfil elipsoidal, o que lhes confere uma aparência elíptica independentemente do ângulo de visão. A sua aparência mostra pouca estrutura e elas têm tipicamente pouca matéria interestelar. Consequentemente, essas galáxias também possuem uma porção pequena de aglomerados abertos e uma taxa reduzida de formação de novas estrelas. Em vez disso, elas são geralmente dominadas por estrelas mais velhas e evoluídas, que orbitam o centro comum de gravidade em direções aleatórias. Neste sentido, elas têm alguma similaridade com os muito menores aglomerados globulares.
As maiores galáxias são elípticas gigantes. Acredita-se que muitas galáxias elípticas se formam devido à interação de galáxias, resultando em colisões e junções. Elas podem crescer a tamanhos enormes (comparados com os das galáxias espirais, por exemplo), e galáxias elípticas gigantes são frequentemente encontradas perto do núcleo de grandes aglomerados de galáxias. Galáxias starburst são o resultado de uma colisão galáctica, que pode levar à formação de uma galáxia elíptica.

### Espirais

A Galáxia do Rodamoinho (à esquerda), um exemplo de galáxia espiral não barrada.

Galáxias espirais consistem de um disco giratório de estrelas e meio interestelar, juntamente com um bulbo central destacado, composto geralmente de estrelas mais velhas. Estendendo-se para fora deste bulbo existem braços relativamente brilhantes. Na classificação de Hubble, as galáxias espirais são indicadas como tipo S, seguido por uma letra (a, b ou c) que indica o grau de aperto dos braços espirais e o tamanho do bulbo central. Uma galáxia Sa tem braços apertados e pouco definidos, com uma região de núcleo relativamente grande. No outro extremo, uma galáxia Sc tem braços abertos e bem definidos e uma pequena região de núcleo. Uma galáxia com braços pouco definidos é às vezes chamada de galáxia espiral floculenta, em contraste com as galáxias espirais de grande desenho, que têm braços espirais proeminentes e bem definidos.
Em galáxias espirais, os braços têm a forma aproximada de espirais logarítmicas, um padrão que pode ser teoricamente demonstrado como resultado de uma perturbação em uma massa de estrelas girando uniformemente. Como as estrelas, os braços espirais giram em torno do centro da galáxia, mas eles o fazem com velocidade angular constante. Acredita-se que os braços espirais sejam áreas de matéria de alta densidade, ou "ondas de densidade". À medida que as estrelas se movem através de um braço, a velocidade espacial de cada sistema estelar é modificada pela força gravitacional da maior densidade e a velocidade retorna ao normal depois que a estrela sai pelo outro lado do braço. Este efeito é similar a uma “onda” de desacelerações movendo-se ao longo de uma rodovia cheia de carros em movimento. Os braços são visíveis porque a alta densidade facilita a formação de estrelas, portanto eles abrigam muitas estrelas jovens e brilhantes.

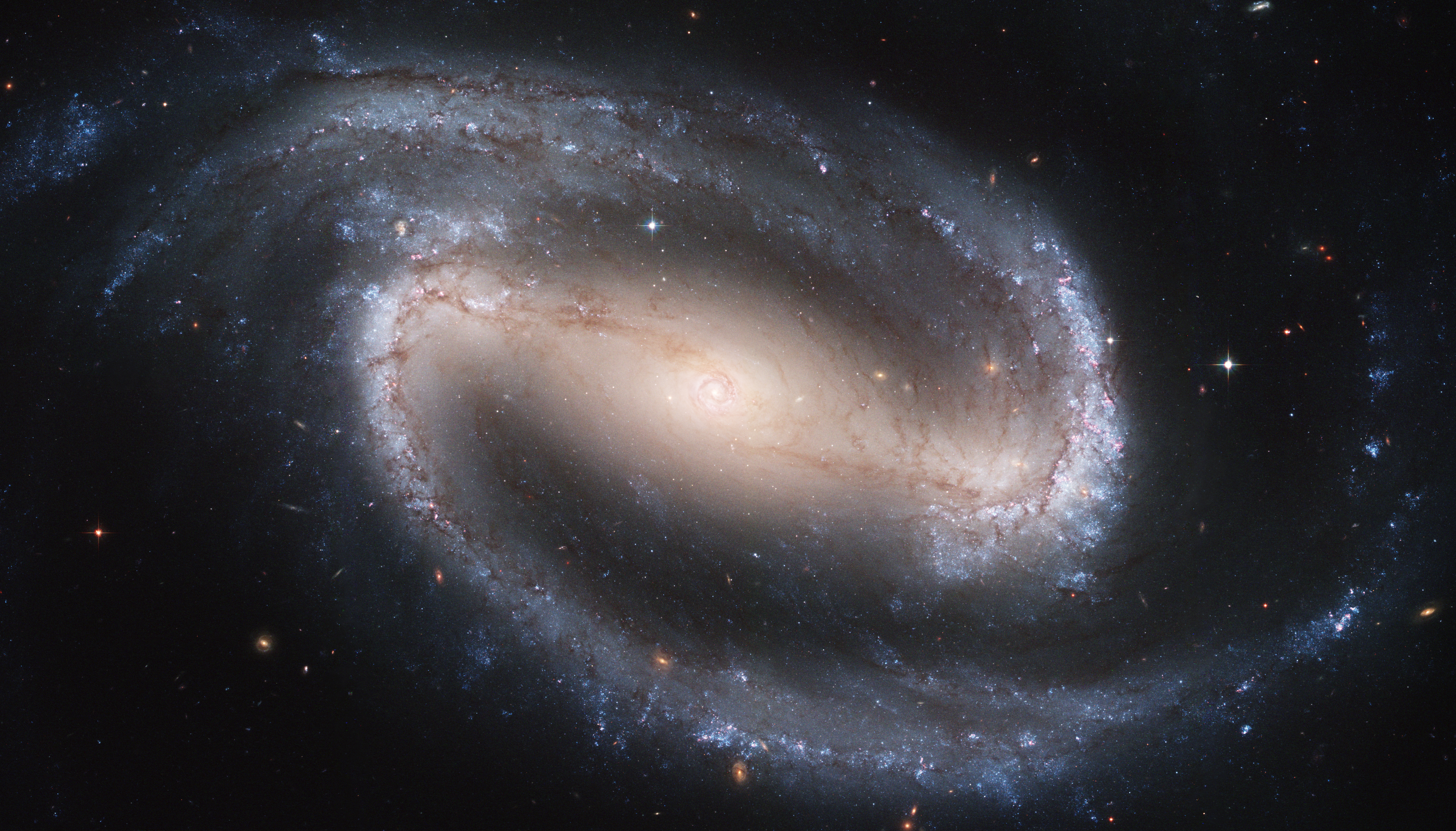
NGC 1300, um exemplo de galáxia espiral barrada.

A maioria das galáxias espirais possui uma faixa linear de estrelas em forma de barra que se estende para fora de cada lado do núcleo e depois se junta à estrutura do braço espiral. Na classificação de Hubble, elas são designadas por um SB, seguido de uma letra minúscula (a, b ou c) que indica a forma do braço espiral, da mesma forma como são categorizadas as galáxias espirais normais. Acredita-se que as barras sejam estruturas temporárias que podem ocorrer como resultado de uma onda de densidade irradiando-se para fora do núcleo, ou devido a uma interação de maré com outra galáxia. Muitas galáxias espirais barradas são ativas, possivelmente como resultado de gás sendo canalizado para o núcleo ao longo dos braços.
A Via Láctea é uma grande galáxia espiral barrada em forma de disco, com cerca de 30 mil parsecs de diâmetro e mil parsecs de espessura. Ela contém cerca de 200 bilhões de estrelas. e tem uma massa total de 600 bilhões de vezes a massa do Sol.

### Outras morfologias
Galáxias peculiares são formações galácticas que desenvolvem propriedades não usuais devido a interações de maré com outras galáxias. Um exemplo disto é a galáxia em anel, que possui uma estrutura de estrelas e meio interestelar em forma de anel, circundando um núcleo vazio. Acredita-se que uma galáxia em anel acontece quando uma galáxia pequena passa pelo núcleo de uma galáxia espiral. Um evento desses pode ter afetado a Galáxia de Andrômeda, uma vez que ela apresenta uma estrutura multi-anel quando observada pela radiação infravermelha.
Uma galáxia lenticular é uma forma intermediária que possui propriedades tanto de galáxias elípticas quanto de espirais. Elas são categorizadas como tipo S0 na classificação de Hubble e possuem braços espirais mal definidos, com um halo elíptico de estrelas. Galáxias lenticulares barradas são denominadas Sb0 na classificação de Hubble.
Além das classificações mencionadas acima, existe um número de galáxias que não podem ser prontamente classificadas na morfologia espiral ou elíptica. Essas são classificadas como galáxias irregulares. Uma galáxia Irr-I possui alguma estrutura, mas não se alinha adequadamente com a classificação de Hubble. Galáxias Irr-II não possuem qualquer estrutura que se pareça com a classificação de Hubble e podem ter sido rompidas. Exemplos próximos de galáxias irregulares (anãs) são as Nuvens de Magalhães.

### Anãs
Apesar da proeminência das grandes galáxias elípticas e espirais, a maioria das galáxias no universo parecem ser anãs. Elas são relativamente pequenas quando comparadas com outras formações galácticas, tendo cerca de um centésimo do tamanho da Via Láctea e contendo apenas alguns bilhões de estrelas. Galáxias anãs ultracompactas recentemente descobertas têm apenas 100 parsecs de largura.
Muitas galáxias anãs podem orbitar uma galáxia maior; a Via Láctea tem pelo menos uma dúzia desses satélites, estimando-se que haja de 300 a 500 ainda desconhecidos. Galáxias anãs podem ser classificadas também como elípticas, espirais ou irregulares. Como as pequenas anãs elípticas têm pouca semelhança com as grandes elípticas, elas são frequentemente chamadas galáxias anãs esferoidais.
Um estudo de 27 vizinhas da Via Láctea descobriu que em todas as galáxias anãs, a massa central é de aproximadamente 10 milhões de massas solares, independentemente de se a galáxia possui milhares ou milhões de estrelas. Isto levou à sugestão de que as galáxias são grandemente formadas por matéria escura e que o tamanho mínimo pode indicar uma forma de matéria escura morna, incapaz de coalescência gravitacional numa escala menor.

## Dinâmica e atividades incomuns

### Interação

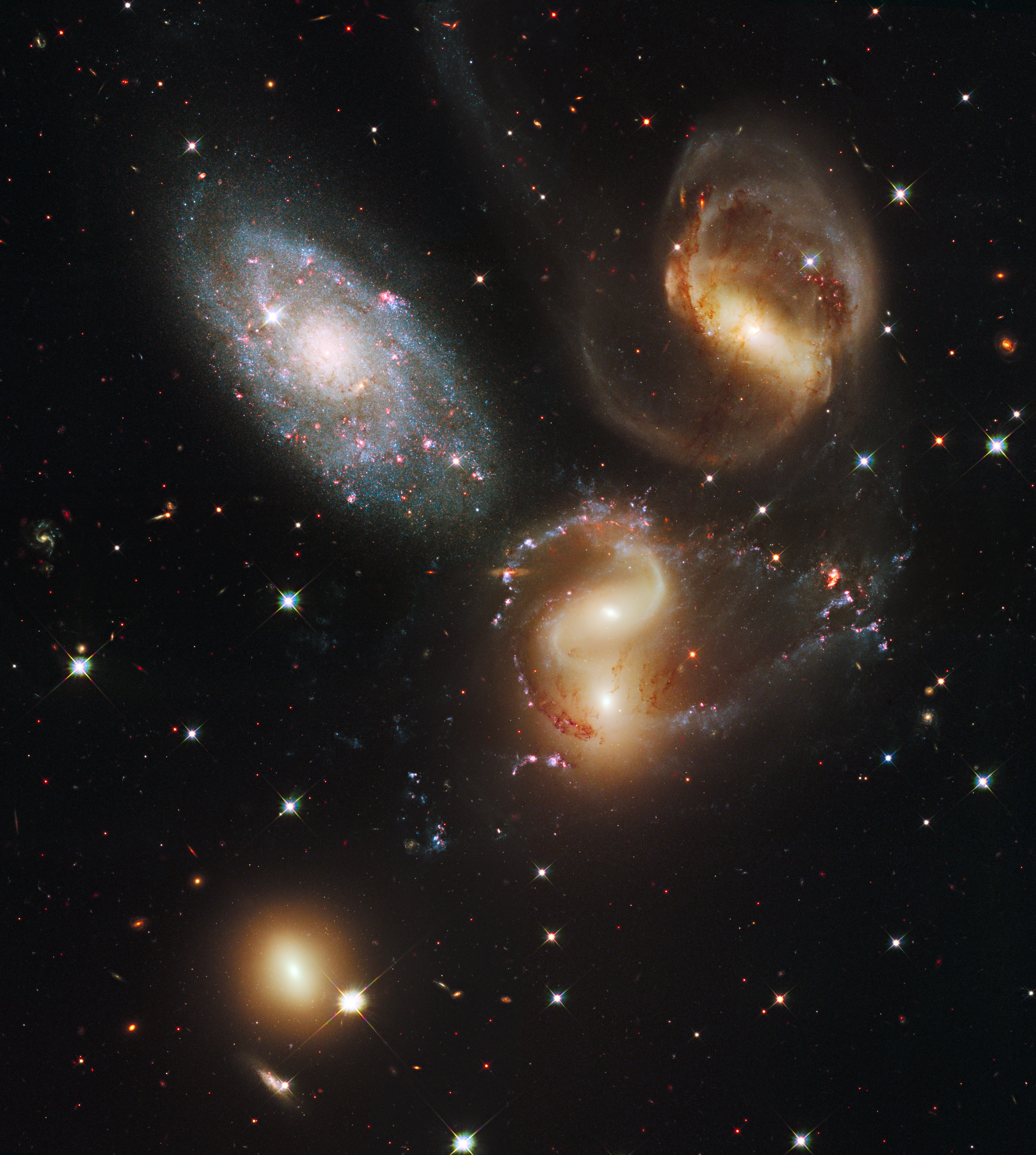
Colisão de galáxias no Quinteto de Stephan

A separação média entre galáxias dentro de um aglomerado é de pouco mais de uma ordem de grandeza maior do que o seu diâmetro. Logo, as interações entre essas galáxias são relativamente frequentes e têm um papel importante em sua evolução. Pequenas distâncias entre galáxias resultam em deformações devido a interações de maré e podem causar trocas de gás e poeira.
Colisões ocorrem quando duas galáxias passam diretamente uma através da outra e têm suficiente momento relativo para não se juntarem. As estrelas dentro dessas galáxias que interagem tipicamente passam direto sem colidirem, entretanto o gás e a poeira dentro das duas formas vão interagir. Isto pode aumentar a taxa de formação de estrelas, na medida em que o meio interestelar é rompido e comprimido. Uma colisão pode distorcer severamente a forma de uma ou de ambas as galáxias, formando barras, anéis ou estruturas similares a caudas.
No extremo das interações estão as junções de galáxias. Neste caso, o momento relativo das duas galáxias é insuficiente para permitir que passem uma dentro da outra. Em vez disso, elas gradualmente se juntam para formar uma única galáxia maior. As junções podem resultar em mudanças significativas da morfologia, se comparada às das galáxias originais. Quando uma das galáxias tem massa muito maior, entretanto, o resultado é conhecido como canibalismo. Neste caso, a galáxia maior permanece relativamente inalterada pela junção, enquanto a menor é rasgada em pedaços. A Via Láctea está atualmente no processo de canibalizar a Galáxia Anã Elíptica de Sagitário e a Galáxia Anã do Cão Maior.

### Starburst

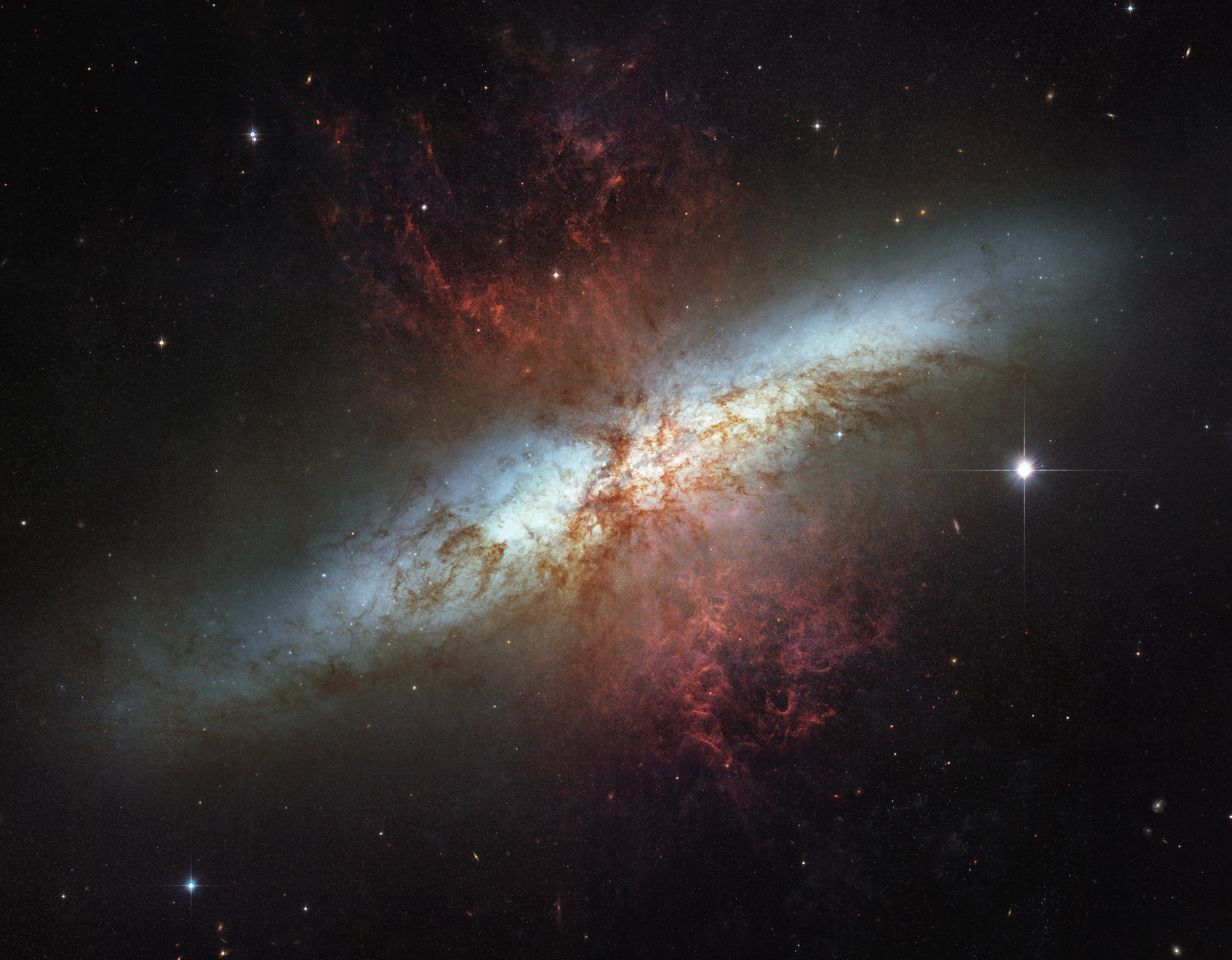
M82, o arquétipo da galáxia starburst. Nessa galáxia, a taxa de formação de estrelas é 10 vezes maior que em galáxias normais.

As estrelas são criadas no interior de galáxias a partir de uma reserva de gás frio que se transforma em nuvens moleculares gigantes. Observou-se que estrelas se formam numa taxa excepcional em algumas galáxias, as quais são chamadas starburst. Se elas continuassem nesse comportamento, entretanto, elas consumiriam sua reserva de gás em um tempo menor do que o tempo de vida de uma galáxia. Logo, a atividade de nascimento de estrelas dura normalmente cerca de dez milhões de anos, um período relativamente breve na história de uma galáxia. As galáxias starburst eram mais comuns no início da história do universo e estima-se que, atualmente, ainda contribuem com 15% da taxa total de produção de estrelas.
As galáxias starburst se caracterizam pela concentração de gás e poeira e pela aparição de novas estrelas, inclusive estrelas massivas que ionizam as nuvens circundantes, criando regiões HII. Essas estrelas massivas produzem supernovas, resultando em remanescentes em expansão que interagem fortemente com o gás circundante. Essas explosões provocam uma reação em cadeia de criação de estrelas que se espalha por toda a região gasosa. Somente quando o gás disponível foi quase todo consumido ou disperso a atividade de criação de estrelas chega ao fim.
A criação de estrelas está frequentemente associada com a junção ou interação de galáxias. Um exemplo típico de uma interação formadora de estrelas é M82, que passou por uma aproximação com a maior M81. Galáxias irregulares frequentemente exibem núcleos espaçados de atividade de formação de estrelas.

### Núcleo ativo

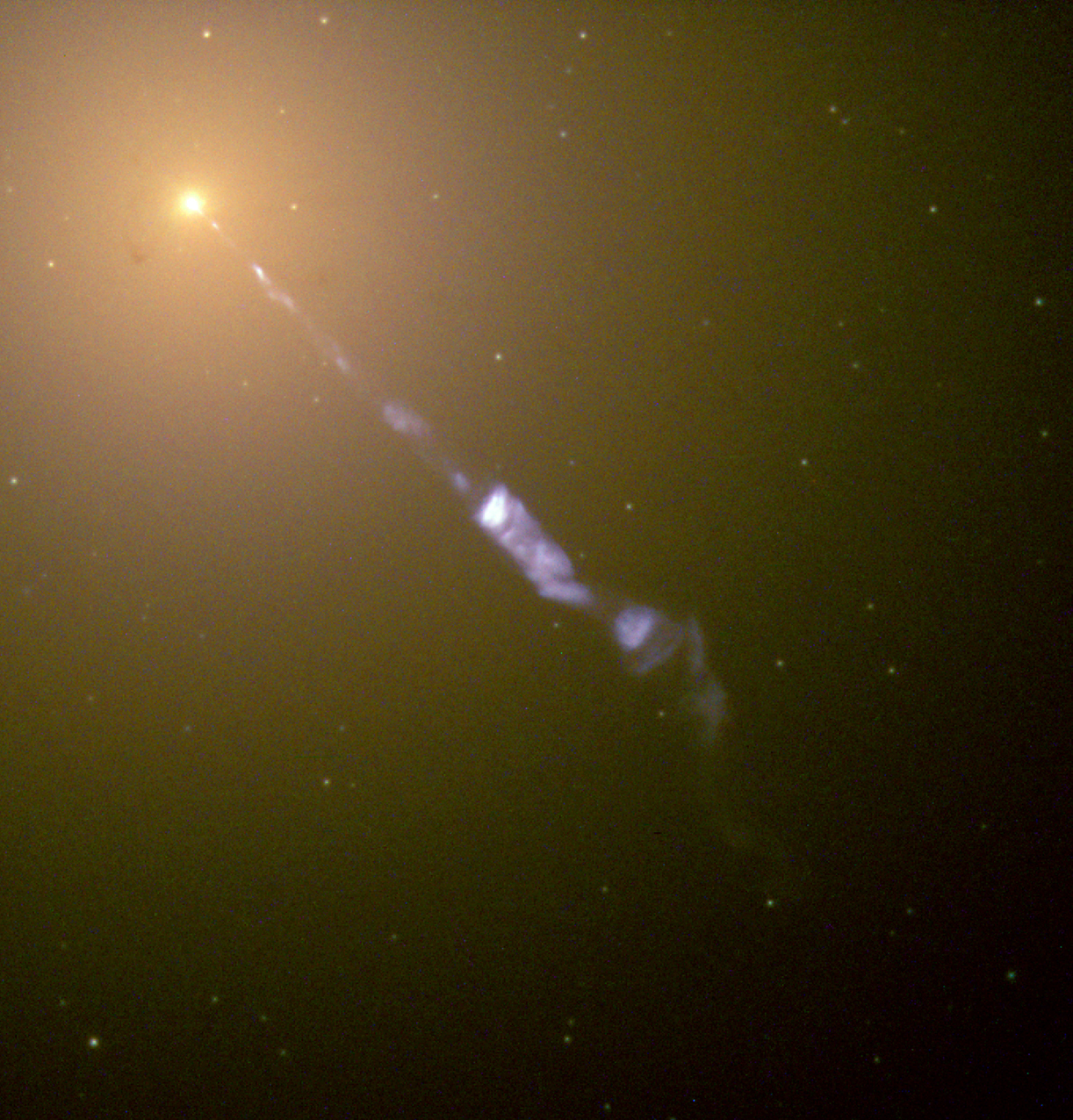
Um jato de partículas sendo emitido pelo núcleo da galáxia elíptica M87.

Uma parte das galáxias observáveis são classificadas como ativas, isto é, uma significativa porção da produção de energia da galáxia é emitida por uma fonte que não são as estrelas, a poeira e o meio interestelar.
O modelo padrão para um núcleo galáctico ativo se baseia em um disco de acreção que se forma em torno de um buraco negro supermaciço na região do núcleo. A radiação de um núcleo galáctico ativo resulta da energia gravitacional da matéria do disco que cai no buraco negro. Em cerca de 10% desses objetos, um par diametralmente oposto de jatos de energia ejeta partículas do núcleo a velocidades próximas à velocidade da luz. O mecanismo de produção desses jatos ainda não é bem compreendido.
Galáxias ativas que emitem radiação de alta energia na forma de raios-X são classificadas como galáxias Seyfert ou quasares, dependendo da luminosidade. Acredita-se que os blazares sejam galáxias ativas com um jato relativístico apontado na direção da Terra. Uma radiogaláxia emite frequências de rádio a partir de jatos relativísticos. Um modelo unificado desses tipos de galáxias ativas explica suas diferenças baseado no ângulo de visão do observador.
Possivelmente associados a núcleos galácticos ativos (bem como a regiões de formação estelar) estão as regiões de linhas de emissão nuclear de baixa ionização (low ionization nuclear emission-line regions – LINERs). A emissão deste tipo de galáxia é dominada por elementos fracamente ionizados. Aproximadamente um terço das galáxias próximas são classificadas como contendo núcleos LINER.

## Formação e evolução

### Formação

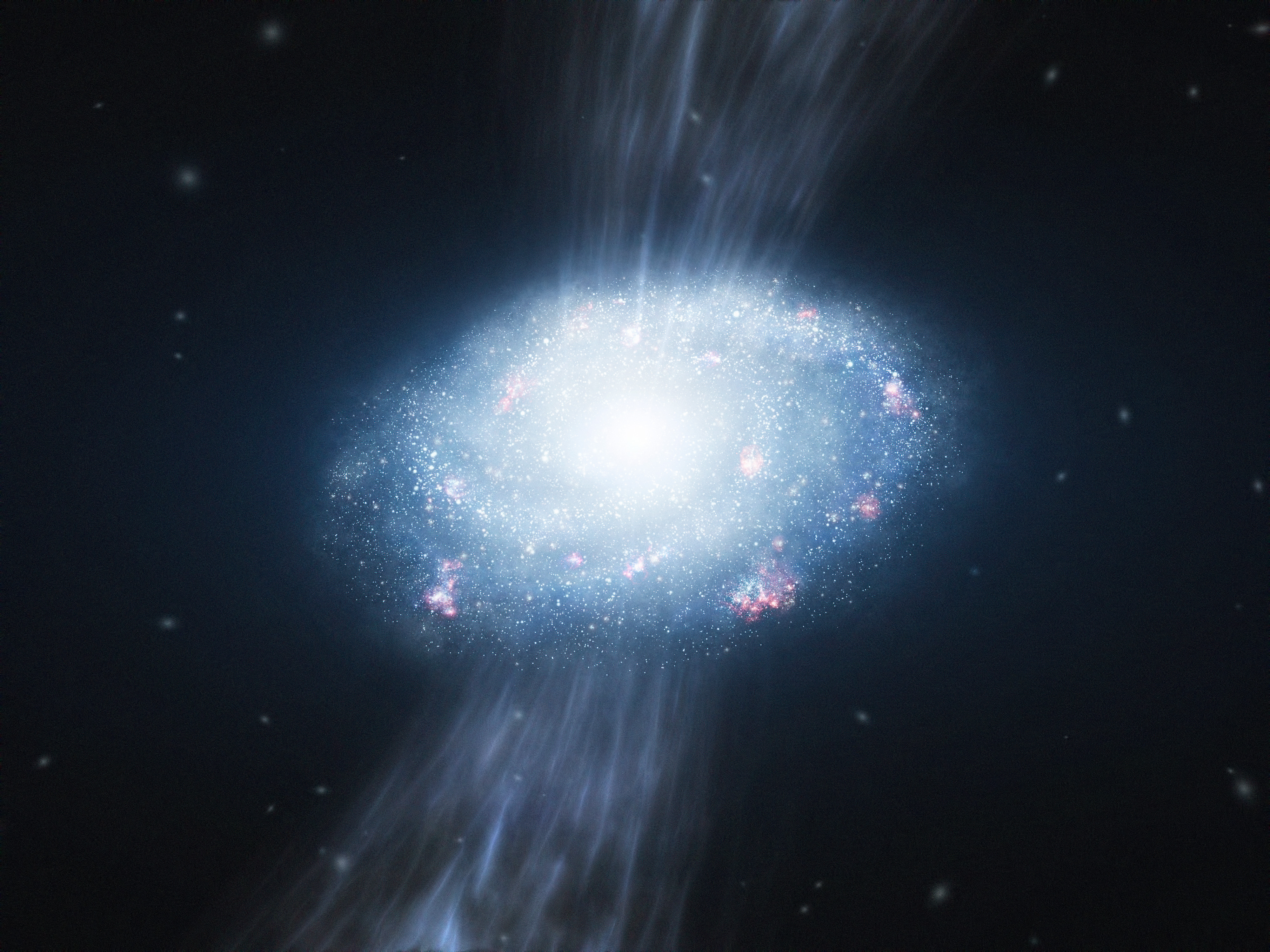
Impressão artística de uma galáxia jovem acretando material. Crédito Observatório Europeu do Sul/L. Calçada

Os modelos cosmológicos atuais do início do universo são baseados na teoria do Big Bang. Cerca de 300 mil anos depois deste evento, átomos de hidrogênio e hélio começaram a se formar, num evento chamado “recombinação”. Quase todo o hidrogênio era neutro (não ionizado) e rapidamente absorveu luz, e nenhuma estrela tinha se formado ainda. Como resultado, este período foi chamado de “Eras Escuras”. Foi a partir de flutuações de densidade (ou irregularidades anisotrópicas) nesta matéria primordial que as estruturas maiores começaram a aparecer. Como resultado, massas de matéria bariônica começaram a se condensar dentro de halos de matéria escura fria. Essas estruturas primordiais acabaram se tornando as galáxias que vemos hoje.
A evidência para o início da aparição de galáxias foi encontrada em 2006, quando se descobriu que a galáxia IOK-1 tem um desvio para o vermelho incomumente alto de 6,96, correspondendo a apenas 750 milhões de anos depois do Big Bang, fazendo dela a mais distante e primordial galáxia já vista. Enquanto alguns cientistas argumentam que outros objetos (como Abell 1835 IR1916) têm maiores desvios para o vermelho (e, portanto, são vistos em um estágio anterior da evolução do Universo), a idade e composição da IOK-1 foram estabelecidas com maior confiabilidade. A existência dessas protogaláxias iniciais sugere que elas devem ter crescido nas chamadas Eras Escuras.
O processo detalhado pelo qual esta formação inicial de galáxias ocorreu é uma importante questão em aberto na astronomia. As teorias podem ser divididas em duas categorias: de cima para baixo e de baixo para cima. Nas teorias de cima para baixo (como o modelo de Eggen-Lynden-Bell-Sandage [ELS]), as protogaláxias se formam num colapso simultâneo de larga escala que dura cerca de cem milhões de anos. Nas teorias de baixo para cima (como o modelo de Searle-Zinn [SZ]), estruturas pequenas como os aglomerados globulares se formam primeiro, e depois um número de tais corpos acretam para formar uma galáxia maior. Uma vez que as protogaláxias começaram a se formar e contrair, as primeiras estrelas do halo (chamadas estrelas da População III) apareceram dentro delas. Estas eram compostas quase inteiramente de hidrogênio e hélio, e podem ter sido massivas. Se isto aconteceu, essas estrelas enormes consumiram rapidamente seu suprimento de combustível e se tornaram supernovas, liberando elementos pesados no meio interestelar. Esta primeira geração de estrelas reionizou o hidrogênio neutro circundante, criando bolhas de espaço em expansão, através das quais a luz poderia viajar facilmente.

### Evolução

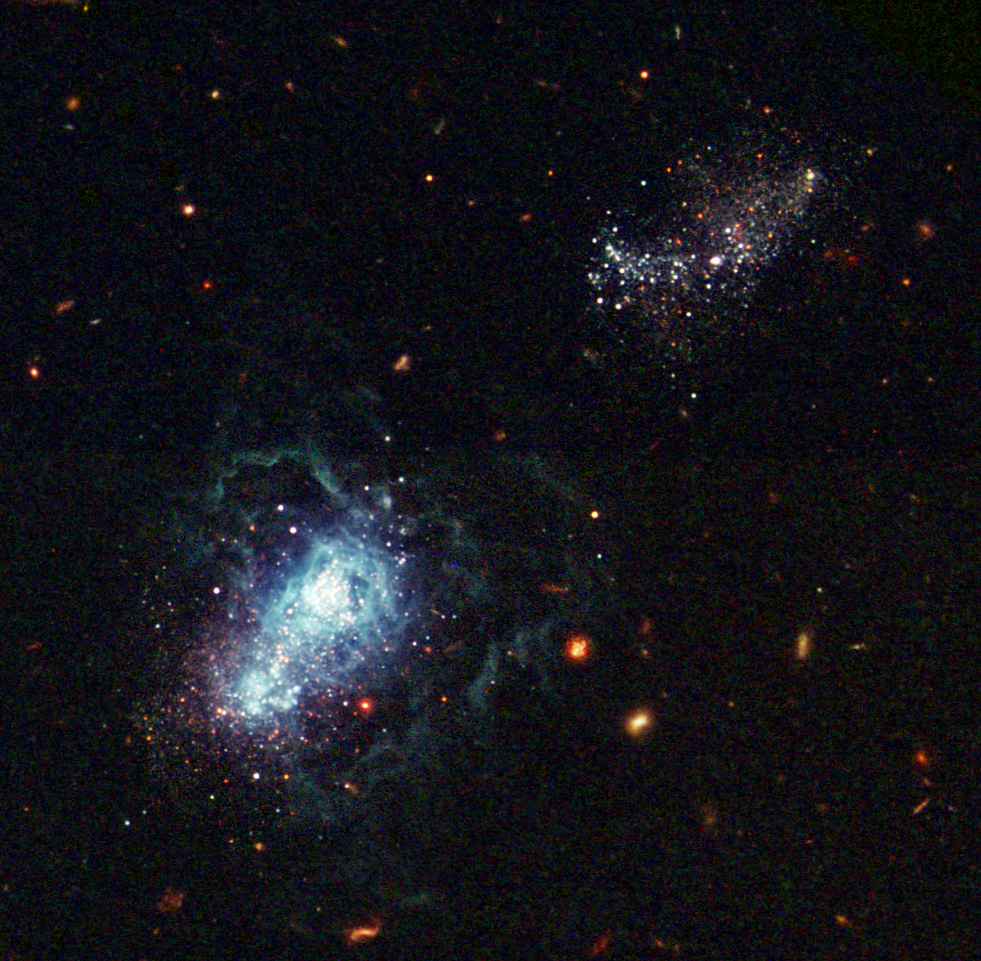
I Zwicky 18 (embaixo, à esquerda), parece uma galáxia recentemente formada.

Um bilhão de anos após o início da formação de uma galáxia, as estruturas chaves começam a aparecer. Formam-se aglomerados globulares, o buraco negro supermaciço central e um bulbo galáctico de estrelas da População II, pobres em metal. A criação de um buraco negro supermaciço parece deter um papel relevante de regular ativamente o crescimento de galáxias, por limitar a quantidade total de matéria acrescentada. Durante este período inicial, as galáxias passam por um grande aumento de formação de estrelas.
Durante os dois bilhões de anos seguintes, a matéria acumulada se dispõe em um disco galáctico. Uma galáxia continua a absorver matéria proveniente de nuvens de alta velocidade e de galáxias anãs por toda a sua vida, que se constitui principalmente de hidrogênio e hélio. O ciclo de nascimento e morte estelar aumenta lentamente a abundância de elementos pesados, permitindo ao fim a formação de planetas.
A evolução das galáxias pode ser afetada significativamente por interações e colisões. Junções de galáxias foram comuns na época inicial, e a maioria das galáxias tinha uma morfologia peculiar. Tendo em vista as distâncias entre as estrelas, a grande maioria dos sistemas estelares em galáxias que colidem não é afetada. Entretanto, a remoção gravitacional do gás e poeira interestelares que formam os braços espirais produz uma longa cadeia de estrelas conhecida como caudas de maré. Exemplos dessas formações podem ser vistos em NGC 4676 e NGC 4038.
Como exemplo de tais interações, a Via Láctea e a vizinha Galáxia de Andrômeda estão se movendo uma em direção à outra a cerca de 130 km/s e – dependendo dos movimentos laterais – as duas podem colidir dentro de cinco a seis bilhões de anos. Embora a Via Láctea nunca tenha colidido com uma galáxia tão grande quanto a de Andrômeda, há crescentes evidências de ela ter colidido no passado com galáxias anãs.
Interações de grande escala como esta são raras. À medida que o tempo passa, junções de sistemas do mesmo tamanho ficam menos comuns. A maioria das galáxias brilhantes permaneceu basicamente inalterada nos últimos bilhões de anos, e a taxa global de formação de estrelas provavelmente teve seu pico há aproximadamente dez bilhões de anos.

### Tendências para o futuro
Atualmente, a maior parte da formação de estrelas ocorre em galáxias menores, onde o gás frio não está esgotado. Galáxias espirais, como a Via Láctea, só produzem novas gerações de estrelas enquanto têm nuvens moleculares densas de hidrogênio interestelar nos seus braços espirais. As galáxias elípticas já estão desprovidas deste gás, portanto não formam novas estrelas. O suprimento de material para formação de estrelas é finito; quando as estrelas tiverem convertido o estoque disponível de hidrogênio em elementos mais pesados, a formação de novas estrelas chegará ao fim.
Acredita-se que a atual era de formação de estrelas vai continuar por até cem bilhões de anos, e então a “era estelar” se concluirá depois de cerca de dez trilhões a cem trilhões de anos, quando as menores e mais longevas estrelas, as pequenas anãs vermelhas, começarem a morrer. Ao final da era estelar, as galáxias serão compostas por objetos compactos: anãs marrons, anãs brancas que estão se resfriando ou frias (“anãs negras”), estrelas de nêutrons e buracos negros. Ao final, como resultado do relaxamento gravitacional, todas as estrelas cairão nos buracos negros supermaciços ou serão arremessadas para o espaço intergaláctico, como resultado de colisões.

## Estruturas de grande escala

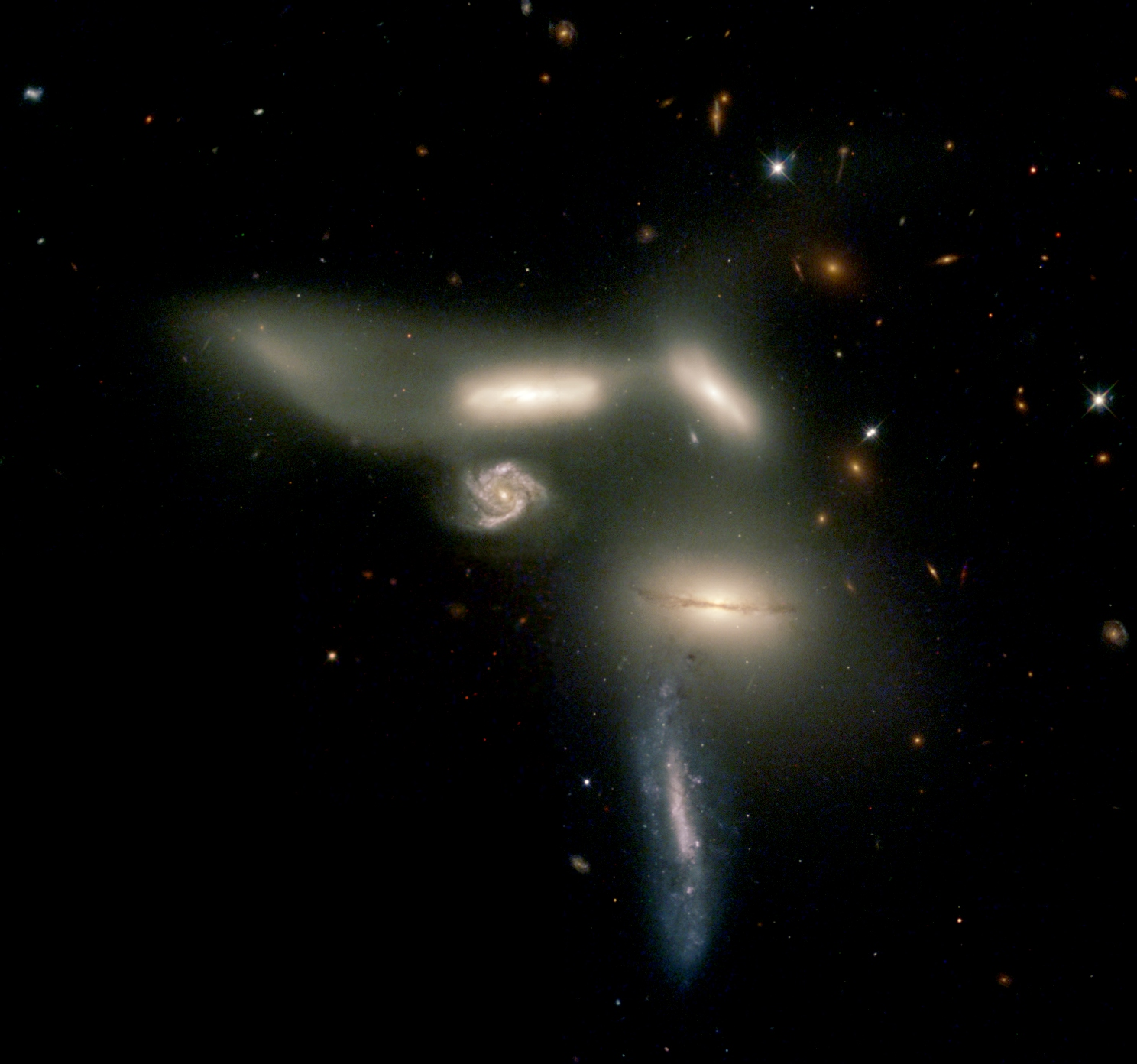
Sexteto de Seyfert é um exemplo de um grupo compacto de galáxias.

Pesquisas nas profundezas do céu revelam que as galáxias são frequentemente encontradas em associações relativamente próximas com outras galáxias. São relativamente raras as galáxias solitárias que não tenham interagido significativamente com alguma outra galáxia de massa comparável no último bilhão de anos. Somente cerca de 5% das galáxias pesquisadas foram caracterizadas como verdadeiramente isoladas; entretanto, mesmo essas podem ter interagido ou mesmo se juntado com outras galáxias no passado, e podem ainda ser orbitadas por galáxias satélites menores. Galáxias isoladas podem produzir estrelas a uma taxa mais alta que o normal, pois o seu gás não é removido por outras galáxias próximas.
Em escala maior, o universo está continuamente se expandindo, resultando no aumento médio da separação entre galáxias individuais (ver Lei de Hubble-Humason). Associações de galáxias podem superar esta expansão em escala local por meio da sua atração gravitacional mútua. Essas associações se formaram cedo no universo, quando pedaços de matéria escura forçaram a aproximação das suas respectivas galáxias. Mais tarde, grupos vizinhos se juntaram para formar aglomerados em escala maior. Este processo de junção, assim como o influxo de gás, aquece o gás intergaláctico dentro do aglomerado a temperaturas muito altas, atingindo 30–100 megakelvins. Entre 70 e 80% da massa dos aglomerados está na forma de matéria escura, enquanto 10 a 30% consiste deste gás aquecido e o pequeno percentual remanescente está na forma de galáxias.
A maioria das galáxias no universo está gravitacionalmente ligada a outras galáxias. Elas formam uma hierarquia de estruturas aglomeradas semelhante a fractais, sendo as menores dessas associações chamadas de grupos. Um grupo de galáxias é o tipo mais comum de aglomerado galáctico, e essas formações contêm a maioria das galáxias (bem como a maior parte da massa bariônica) do universo. Para permanecer gravitacionalmente ligado a este grupo, cada membro da galáxia deve ter uma velocidade suficientemente baixa para impedir que ele escape (ver Teorema do virial). Se não houver energia cinética suficiente, porém, o grupo pode evoluir para um número menor de galáxias por meio de junções.
Estruturas maiores contendo muitos milhares de galáxias comprimidas numa área de alguns megaparsecs de largura são chamadas aglomerados. Aglomerados de galáxias são frequentemente dominados por uma única galáxia elíptica gigante, a galáxia mais brilhante do aglomerado, a qual, com o tempo, devido à força de maré destrói suas galáxias satélites e soma as suas massas à sua própria.
Os superaglomerados contêm dezenas de milhares de galáxias, que são encontradas em aglomerados, grupos e às vezes individualmente. Na escala do superaglomerado, as galáxias são dispostas em lâminas e filamentos circundando vastos espaços vazios. Acima desta escala, o universo parece ser isotrópico e homogêneo.
A Via Láctea é membro de uma associação chamada Grupo Local, um grupo relativamente pequeno de galáxias, com um diâmetro de aproximadamente um megaparsec. A Via Láctea e a Galáxia de Andrômeda são as duas galáxias mais brilhantes dentro do grupo; muitas das outras galáxias membros são companheiras anãs dessas duas galáxias. O próprio Grupo Local é parte de uma estrutura semelhante a uma nuvem dentro do Superaglomerado de Virgem, uma grande estrutura de grupos e aglomerados de galáxias centrada no Aglomerado de Virgem.

## Observação com múltiplos comprimentos de onda

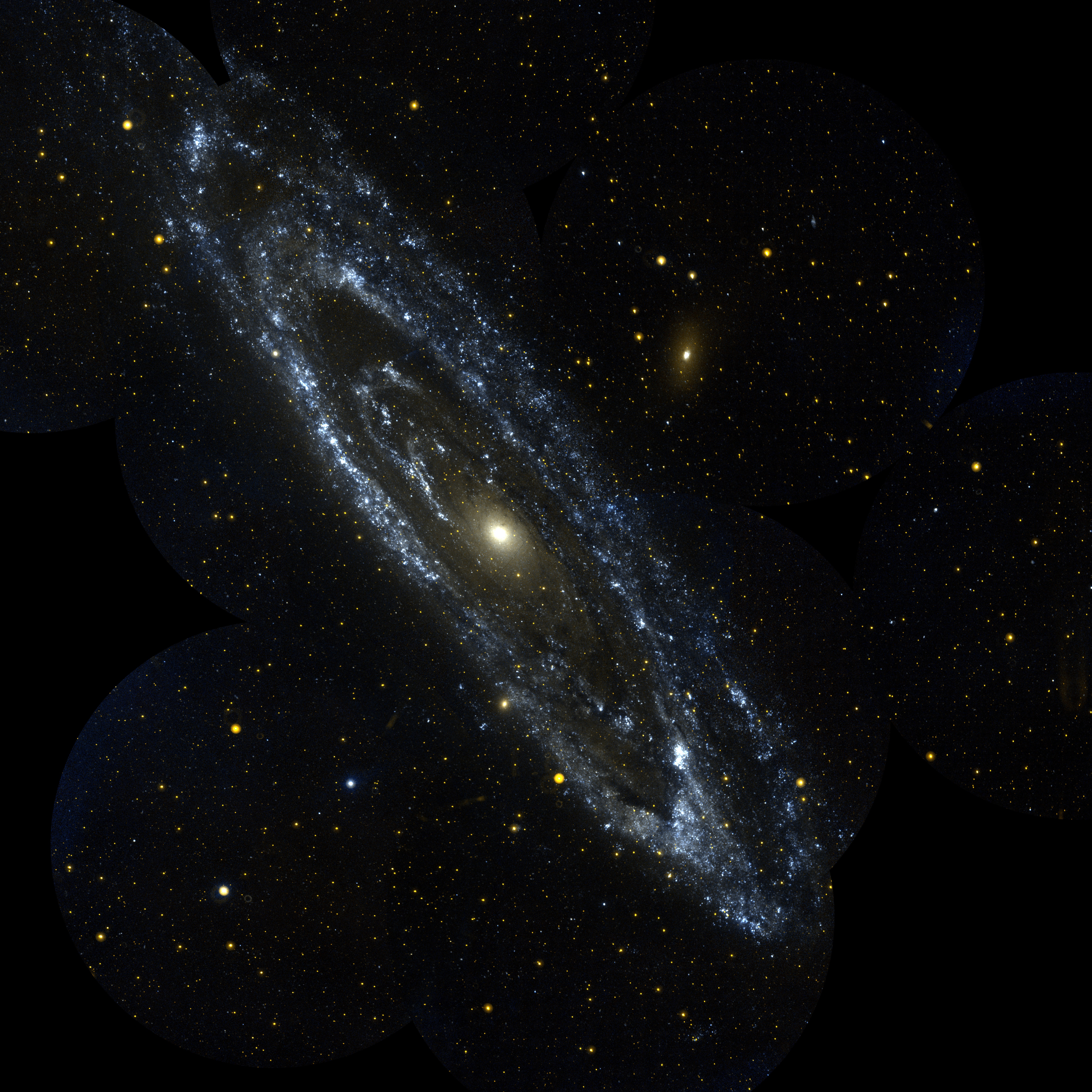
Esta imagem ultravioleta de Andrômeda mostra regiões azuis contendo estrelas jovens e massivas.

A poeira presente no meio interestelar é opaca à luz visível. Ela é mais transparente ao infravermelho distante, que pode ser usado para observar as regiões interiores de nuvens moleculares gigantes e núcleos galácticos em grande detalhe. O infravermelho também é usado para observar galáxias distantes, com desvio para o vermelho, que foram formadas muito mais cedo na história do universo. Vapor d’água e dióxido de carbono absorvem porções úteis do espectro infravermelho, portanto telescópios de grande altitude ou espaciais são usados para a astronomia infravermelha.
O primeiro estudo não-visual de galáxias, particularmente de galáxias ativas, foi feito usando frequências de rádio. A atmosfera é quase transparente ao rádio entre 5 MHz e 30 GHz (a ionosfera bloqueia sinais abaixo desta faixa). Grandes interferômetros de rádio foram usados para mapear os jatos ativos emitidos pelos núcleos ativos. Radiotelescópios também podem ser usados para observar hidrogênio neutro (radiação de 21 cm), potencialmente incluindo a matéria não ionizada no universo primordial que mais tarde colapsou para formar galáxias.
Telescópios de ultravioleta e de raios-X podem observar fenômenos galácticos de alta energia. Um clarão ultravioleta foi observado quando uma estrela de uma galáxia distante foi despedaçada pelas forças de maré de um buraco negro. A distribuição de gás quente em aglomerados galácticos pode ser mapeada por raios-X. A existência de buracos negros supermaciços nos núcleos de galáxias foi confirmada pela astronomia de raios-X.